# Folke Frölén
Folke Frölén (Eskilstuna, 25 febbraio 1908 – Umeå, 11 giugno 2002) è stato un cavaliere svedese.

## Palmarès

### Olimpiadi
- Oro a Helsinki 1952 nel concorso completo a squadre.